# تاسك وورير
تاسك وورير (بالإنجليزية: Taskwarrior)‏ هي أداة مفتوحة المصدر ومتعددة المنصات لإدارة الوقت والمهام، تُستخدم لتتبع المهام وتنظيمها عبر واجهة سطر الأوامر. رغم اعتمادها الرئيسي على سطر الأوامر، طوّر مجتمع المستخدمين أغلفة رسومية لتوفير واجهة مرئية تسهّل التعامل معها.
تعتمد تاسك وورير على مفاهيم وتقنيات وردت في كتاب إنجاز الأمور للمؤلف ديفيد ألين، لكنها لا تفرض على المستخدمين الالتزام بنموذج معين لإدارة الحياة، مما يجعلها محايدة من حيث الفلسفة التنظيمية.
أنشأ مؤلفها الأداة لمعالجة مشكلات التنسيق والميزات الموجودة في تطبيقات Todo.txt، التي اشتهرت بفضل جينا تراباني ‏. وفّر المطورون أداة مرافقة تُعرف باسم تايم وورير لتتبع الوقت الذي يُقضى في المشاريع. تتيح الإعدادات إمكانية تخصيص فترات راحة دورية مثل وقت الغداء. توضح الوثائق أن تايم وورير يركّز على تسجيل الوقت الذي مضى، في حين تتوجه تاسك وورير إلى المهام المستقبلية التي لم تُنجز بعد.
يُعدّ كود تاسك وورير مفتوحًا ومجانيًا، ويُمكن ترجمته من المصدر للتشغيل على مختلف البنى والأنظمة، أو تثبيته كحزمة جاهزة من مستودعات توزيعات لينكس المختلفة.

## سير العمل النموذجي
يتكوّن تاسك وورير من ثلاث أوامر أساسية: add لإضافة مهمة، وlist لعرض قائمة المهام، وdone لإنهاء مهمة. تشمل الميزات الأخرى الاختيارية: التكرار، العلامات، والأولويات.
- إضافة مهمة:

```
$ 
task
 
add
 
Pick
 
up
 
keys
 
to
 
the
 
new
 
apartment

Created task 1.

```

- عرض المهام:

```
$ 
task
 
list

ID Project Pri Due Active Age    Description                      

1                        4 secs Pick up keys to the new apartment

1 task

```

- إنهاء مهمة:

```
$ 
task
 
1
 
done

Completed 1 'Pick up keys to the new apartment'.

Marked 1 task as done.

```

- إنشاء مهمة بموعد تسليم وتكرار وعلامة:

```
$ 
task
 
add
 
Mow
 
the
 
lawn
 
project:Lawnwork
 
due:tomorrow
 
recur:biweekly
 
+home

Created task 1.

```

- المزامنة:

عند استخدامه مع تاسك سيرفر (Taskserver)، يمكن مزامنة المهام عبر السحابة وربطها بأجهزة أو عملاء آخرين.

## الجوائز
- اختارت مجلة لينكس فورمات البريطانية (العدد 124، نوفمبر 2009) تاسك وورير ضمن قسم الاختيارات المميزة.[9]
- سلّطت حلقة راديو توكس [الإنجليزية]‏ #137 (يوليو 2011، بالألمانية) الضوء على الأداة باعتبارها اختيارًا مميزًا.[10]
- خصّص برنامج ليو لابورت [الإنجليزية]‏ الحلقة رقم 175 (يوليو 2011) لتاسك وورير.[11]
- نشرت مجلة صوت لينكس [الإنجليزية]‏ درسًا تعليميًا حول استخدام تاسك وورير.